# Stefan Bachmann (Autor)

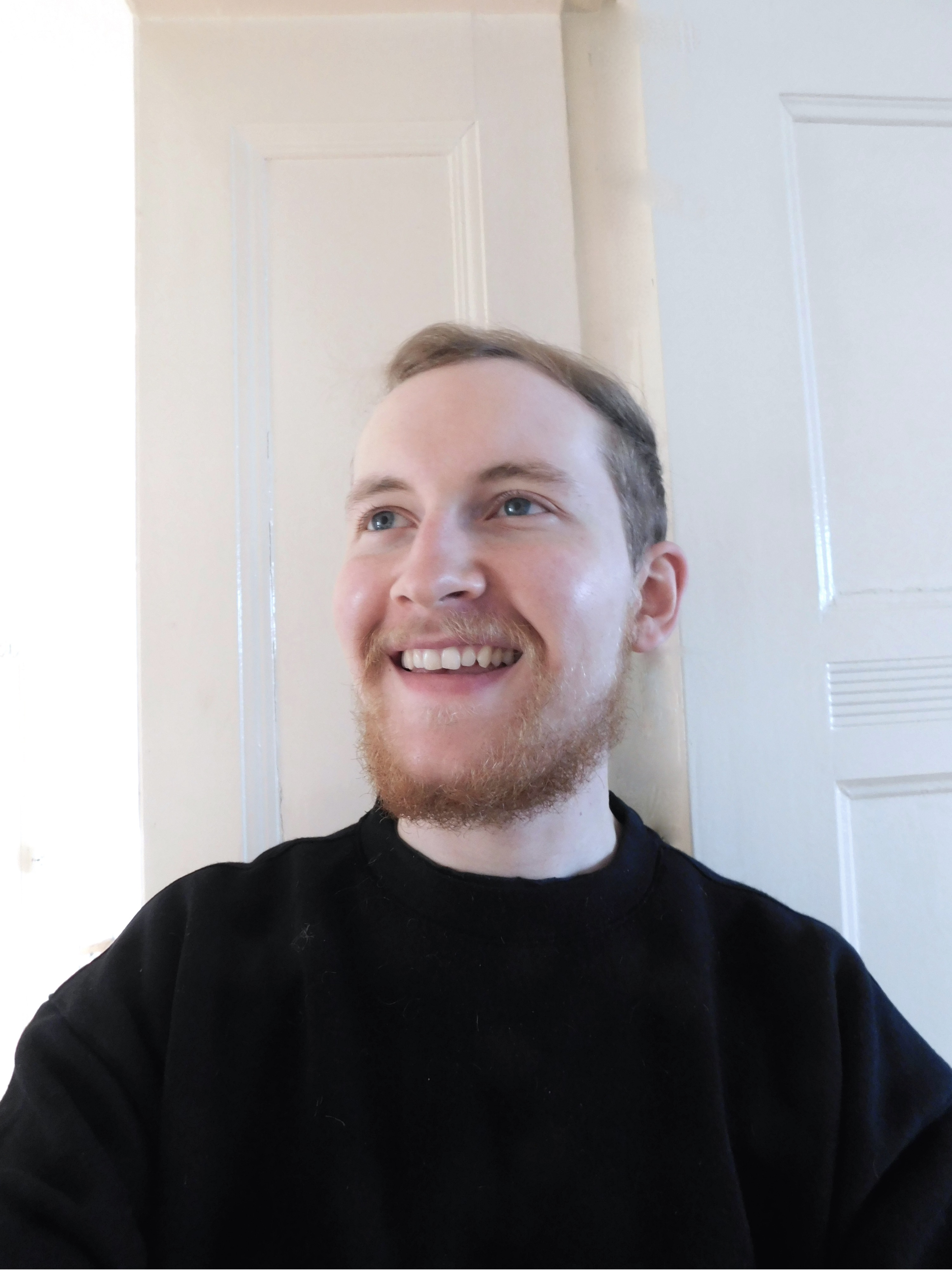
Stefan Bachmann, 2019

Stefan Bachmann (* 7. Juni 1993 in Boulder, Colorado) ist ein schweizerisch-US-amerikanischer Autor von Romanen und Kurzgeschichten. Sein Debütroman Die Seltsamen (Original: The Peculiar) erschien 2012.

## Leben und Wirken
Bachmann wurde in Colorado geboren, zog aber bald mit seiner Familie nach Adliswil. Von seiner amerikanischen Mutter wurde er zusammen mit seinen vier Geschwistern eine Zeitlang zu Hause unterrichtet. Seit seinem elften Lebensjahr besuchte er das Zürcher Konservatorium, danach die Zürcher Hochschule der Künste an welchem er Orgel und Komposition studierte. Als Jugendlicher war er Preisträger verschiedener Musikwettbewerbe, gewann u. a. den Kompositionswettbewerb der Camerata Zürich sowie den SUISA-Preis für Komposition. Sein erster Roman wurde von HarperCollins veröffentlicht, als er 19 Jahre alt war. Seine Bücher schreibt er in englischer Sprache. Diese wurden schon vielfach übersetzt, unter anderem auf Deutsch, Spanisch, Portugiesisch, Polnisch, und Arabisch. 
Nach dem Studium lebte er eine Zeitlang in Tokio, Berlin und Prag. Seit 2022 gehört er dem Vorstand von Autillus—Kinder- und Jugendbuchschaffende Schweiz—an, von deren er zudem co-Präsident ist. Seit 2023 ist er Stiftungsrat in der Leopold Bachmann Stiftung. Er unterrichtet Creative Writing im Rahmen des Jungen Literaturlabors Zürich. Darüber hinaus engagiert er sich im Bereich Leseförderung, ist Initiator oder Berater bei verschiedener Kulturprojekten in der Schweiz und ist Gründer der Non-Profit-Organisation Foundations in Literacy.

## Rezeption
In verschiedenen internationalen Medien wurde Bachmanns erster Roman The Peculiar gelobt, unter anderem in der New York Times und der Los Angeles Times. Publishers Weekly nannte es eines der besten Bücher des Jahres. Huffington Post setzte Bachmann auf ihre "18 Under 18" Liste, und auch in der deutschen Übersetzung stand das Buch während Wochen auf den Bestsellerlisten. Der Fernsehsender 3sat strahlte am 5. Mai 2014 im Rahmen der Portraitreihe Berg und Geist eine Episode mit dem Autor Stefan Bachmann aus. 2017 wurde er beim International Hay Festival zu den Aarhus 39 auserwählt, die besten Autoren unter 40 in Europa.
Auch seine nachfolgenden Romane fanden im deutschsprachigen Raum Beachtung, und er gilt als einer der wenigen Schweizer Phantastik-Autoren, die sowohl im In- und Ausland Erfolg gefunden haben. Sein viertes Buch auf Deutsch Die letzten Hexen von Blackbird Castle (Original: Cinders and Sparrows) erschien 2023. Der Börsenverein des Deutschen Buchhandels wählte es zu einem der 100 besten Kinder- und Jugendbücher 2023. Die Süddeutsche Zeitung nannte es in ihrer Rezension „dynamisch“ und ein „fantastisches Buch“, und Maren Bonacker vom Börsenblatt schrieb: „Ein spannender und atmosphärischer Roman, der beinahe ein historischer Kriminalroman sein könnte – wären da nicht die immer wieder nebenbei eingeflochtenen magischen Details und Geisterwesen, die dieses Buch im wahrsten Sinne des Wortes so zauberhaft machen.“ 2024 wurde Die Letzten Hexen von Blackbird Castle von der Rattenfänger-Literaturpreis ideell ausgezeichnet, und auf ihre Empfehlungsliste aufgenommen. Das Buch wurde zudem von Lesern in die Shortlist des Lovelybooks Community Awards für das beste Fantasy-Buch aufgenommen.

## Werke
- The Peculiar, HarperCollins, 2012. (dt. Die Seltsamen. Aus dem Englischen von Hannes Riffel. Diogenes, Zürich 2014, ISBN 978-3-25706888-7.)
- The Whatnot, HarperCollins, 2013. (dt. Die Wedernoch. Diogenes, Zürich 2014, ISBN 978-3-25706906-8.)
- The Cabinet of Curiosities: 36 Tales Brief and Sinister, HarperCollins, 2014, ISBN 9780062313157.
- A Drop of Night, HarperCollins, 2016, (dt. Palast der Finsternis. Aus dem Englischen von Stefanie Schäfer. Diogenes, Zürich 2017, ISBN 978-3-25730055-0.)
- Cinders & Sparrows, HarperCollins, 2020, (dt. Die letzten Hexen von Blackbird Castle. Aus dem Englischen von Stefanie Schäfer. Diogenes, Zürich 2023, ISBN 978-3-257-01310-8.)
- The Secret Life of Hidden Places, Hachette, 2024, ISBN 978-1523516988.
- Release the Wolves, HarperCollins, 2024, ISBN 978-0063210394.

## Hörspiele
- Im Wald der Puppen – SRF Schweizer Radio und Fernsehen, Regie: Elena Rutman[23]